# Баймакский расстрел
Баймакский расстрел 1918 года (баш. Баймаҡ фажиғәһе) — события, произошедшие 7 марта в 0,5 км к западу от села Баймак (Таналыково-Баймак) и 9 марта около хутора Сидоровский (по другим данным, Фёдоровский).

## Ход событий
5 января 1918 года Правительство Башкурдистана, с целью формирования первых башкирских полков, направило в Таналыково-Баймак Бурзян-Тангауровского кантона членов Малого курултая Г. С. Идельбаева и Г. С.-Я. Магазова, помощника заведующего военным отделом А. Б. Карамышева, офицеров Г. Мрясова, У. Х. Ягудина и Х. Биишева. Также в состав данной группы вошли польские офицеры (С. Бриц, Столбовский и другие) и гражданские лица (М. К. Адигамов, Х. Г. Габитов и другие).
Для формирования первых башкирских полков, приобретения обмундирования, оружия и содержания солдат было принято решение о создании национального
фонда посредством введения налогов, конфискации имущества частных предприятий, помещичьих имений, заводов, золотопромышленных приисков, расположенных на территории кантонов Башкурдистана.
За короткий срок был сформирован отряд из 400 человек, который состоял из пехоты и кавалерии. Общее руководство отрядом осуществлял прапорщик Г. С.-Я. Магазов, пехотой командовал поручик Г. С. Идельбаев, кавалерией — корнет А. Б. Карамышев. 11 февраля, в целях пополнения отряда солдатами-добровольцами, кавалерийский отряд Карамышева выступил из Таналыково-Баймака.
Узнав о встрече в Петрограде председателя Башкирского центрального шуро Ш. А. Манатова с В. И. Лениным и о его деятельности в Наркомнаце, Магазов и Идельбаев планировали 27 февраля 1918 года направить делегацию в Москву для переговоров с Центральной советской властью по поводу формирования Башкирской Красной гвардии, а также обратились к председателю Оренбургского губернского военно-революционного комитета С. М. Цвиллингу с просьбой оказать помощь в формировании башкирских отрядов. В то же время члены Правительства Башкурдистана вели переговоры с Баймакским Советом рабочих-депутатов о создании смешанной русско-башкирской Красной гвардии, после согласования представители обеих сторон были командированы в уездный город Орск для решения вопросов вооружения — закупки 100 винтовок и 30 тысяч патронов на общую сумму 12 тысяч рублей.
На основании постановления Оренбургского Мусульманского военно-революционного комитета (МВРК), в ночь на 4 февраля (по новому стилю 16 февраля) 1918 года в Оренбурге были арестованы 7 членов Башкирского Правительства и Башкирского центрального шуро (И. М. Мутин, А. Н. Ягафаров, С. Г. Мрясов, А. А. Валидов, Г. Я. Аитбаев, А. К. Адигамов, И. Салихов). Постановление МВРК об аресте было утверждено Оренбургским губернским военно-революционным комитетом только задним числом, который поверил клевете работников МВРК о совместных якобы действиях против Советской власти членов Башкирского правительства с атаманом оренбургского казачьего круга А. И. Дутовым.
Председатель Оренбургского губернского военно-революционного комитета С. М. Цвиллинг в своей телеграмме потребовал «ареста главарей башкирского отряда, угрожая в случае неисполнения приказания объявлением Баймакского совета рабочих депутатов контрреволюционным». Ночью 2 марта 1918 года личный состав отряда и уполномоченные Башкирского правительства были арестованы Баймакским Советом рабочих-депутатов. Приобретённые для башкирских отрядов винтовки были розданы рабочим Самакинского завода.
4 марта 1918 года слабо вооружённые башкирские отряды численностью около 2 тысяч человек под руководством А. Б. Карамышева взяли в осаду Баймак. Они перерезали телеграфные линии и объявили ультиматум с требованием освобождения членов Башкирского Правительства и башкирских офицеров. Баймакский Совет отверг ультиматум, однако вскоре заключил соглашение с Карамышевым об освобождении арестованных. Но 6 марта прибывший из Орска полк красногвардейцев под командованием Н. Баранова отбивает блокаду. Согласно А. А. Валидову, причина ухода отряда Карамышева связана с угрозой расстрела арестованных в Оренбурге членов правительства Башкурдистана.
Ночью на 7 марта (по старому стилю — 22 февраля) арестованные башкирские офицеры и солдаты подверглись побоям и всевозможным издевательствам. 7 марта 1918 года, по приговору суда рабочих и красногвардейцев, по разным данным были убиты 20-25 человек, в том числе члены Правительства Башкурдистана Гимран Магазов и Габдулла Идельбаев вместе с пятью польскими советниками-офицерами и солдатами башкирского добровольческого отряда. Перед расстрелом красногвардейцы вывели одетых в лохмотья арестованных босыми по снегу на площадку перед собравшимся местным населением, где было выставлено оцепление из вооружённых солдат. Вот как описывает картину расстрела очевидец событий Х. А. Габитов:

Одетые в лохмотья, обутые в притащенные со свалки галоши, оставшиеся после грабежа даже без чулков, с голыми ногами, торчащими из дырявых галош, стоят они на снегу. Разрывающая сердце, страшная была эта картина… Начальник красных отдал команду на молебен. Наши дважды по четыре раза произнесли намаз. Поляки крестились. После молитвы Габдулла Идельбаев и Гимран Магазов стоя на ногах, а поляки на коленях вновь построились. Габдулла Идельбаев сказал:
— Нас убиваете, но остается в живых ещё два миллиона башкир. Вы не сможете заглушить нашу священную идею, пока не перебьете весь этот двухмиллионный народ. Мы встретим смерть со спокойной душой.
Затем последовал приказ начальника красных. Польские офицеры, не сразу скончавшиеся, ещё шевелились. Габдулла и Гимран, какой-то силой, все ещё стояли на ногах. Вот затихли польские офицеры. А наши все стоят. Наконец, сначала Гимран, а за ним Габдулла, медленно склоняясь назад, упали, героически и с открытой грудью встретив славную смерть.

Мухаметдин Адигамов, Хабибулла Габитов, Усман Ягудин, Станислав Бриц и другие были оставлены под арестом. Более 50 башкирских солдат были освобождены, некоторые смогли сбежать. 9 марта часть оставшихся в живых арестованных башкирских солдат при прохождении хутора Сидорский (Фёдоровский) были расстреляны мародёрствующим красногвардейцами.

## Последствия
Арест и расстрел членов Правительства Башкурдистана вызвали протесты со стороны башкирского населения. Поэтому 5 марта 1918 года Оренбургский губернский военно-революционный комитет направил во все башкирские волости телеграмму ультимативного характера, в которой говорилось:

Башкиры… формируют отряды вместе с офицерами, юнкерами и всякой сволочью против Советской народной власти. Бывший Башкирский областной совет, помогавший атаману Дутову вести борьбу с революцией, арестован постановлением ревкома. Ревком приказывает всем башкирам и их организациям немедленно разоружаться, сдавать все оружие местным советам и красногвардейцам; выдавать всех скрывающихся… офицеров и юнкеров, прекратить разбойничьи набеги. Если в течение трех дней это не будет выполнено, Ревком расстреляет весь арестованный Областной совет, и все башкирские селения, заподозренные в противодействии Советской власти, будут сметены с лица земли артиллерией и пулеметами.

Большевики проводили активные мероприятия по изъятию оружия среди башкир, которые часто сопровождались серьёзными перегибами со стороны красногвардейцев. К примеру, 9 апреля 1918 года в деревне Серменево отряд красногвардейцев открыл стрельбу из винтовок и револьверов, крича при этом «Перебьем всех башкир!».
Расстрел башкирских солдат и офицеров в Баймаке стал мощным стимулом к открытой вооружённой борьбе против большевиков. Офицеры избежавшие ареста и расправы (А. Б. Карамышев, А. А. Биишев, С. Бриц и другие) продолжили свою работу по формированию башкирских добровольческих отрядов. В ночь с 3 по 4 апреля 1918 года объединённые отряды башкир под руководством А. Б. Карамышева и казаков, освобождают членов Башкирского Правительства из Оренбургской тюрьмы. 7-8 апреля 1918 года в контролируемом Советами городе Уфе состоялось тайное совещание лидеров башкирского национального движения, на котором было принято решение об организации партизанского движения. С конца мая 1918 года была полностью восстановлена работа органов властей автономии, их новым местом размещения стал захваченный белочехами город Челябинск. 1 июня 1918 года было обнародовано «Обращение Башкирского правительства к народу», в котором содержался открытый призыв к вооружённой борьбе против Советской власти:

…Войска наши, которые были нами посланы для охраны интересов и спокойствия башкирского народа в различных кантонах и для укрепления законности и порядков в кантонах, они путем обмана и для измены распустили, уничтожили (разрушили). Начальников же наших войск, братьев наших Абдуллу Идельбаева и Гимрана Магазова и вместе с ними ещё шестнадцать человек сделали своими жертвами и расстреляли. Предательское убийство родного любимого юриста Абдуллы Идельбаева, представляющего собой воплощение бьющей ключом у башкира отваги, силы, энергии, честности, искренности, надругание и издевательство над его телом за то лишь, что до последнего вдоха кричал: «Вам, угнетателям, не уничтожить автономии Башкирии, мы умрем, но народ вам убить не удастся!». И тут же выкрикивания перед плачущим и стонущим народом: «Вот вам автономия!». Все это ещё в феврале наглядно показало, кто такие большевики…

## Память
Осенью 1918 года население Бурзян-Тангауровского кантона приняло решение об открытии в селе Таналыково—Баймак начальной школы-пансиона (интернат) на 15—20 шакирдов в честь «первых жертв любимого их сердцу родного Башкортостана Габдуллы Идельбаева и Гимрана Магазова». В последующем планировалось расширение школы путём её преобразования в среднюю.
Осенью 1918 года Башкирский военный совет 2-му Башкирскому кавалерийскому полку присвоил имя Габдуллы Идельбаева.